# Estret dels Tigres
Estret dels Tigres (en portuguès: Estreito dos Tigres) és un estret d'Angola. Està situada a la província de Namibe.

## Geografia
Antigament havia estat una petita península al seu costat oriental, amb el seu istme al sud i un poble de pescadors anomenat Tigres. L'oceà va trencar l'istme de la península en 1962 i la línia d'aigua va ser tallada. Tigres es va convertir en una illa durant la nit, ilha dos Tigres, l'illa més gran d'Angola.
Actualment la major part de la zona de l'antiga badia s'ha convertit en un Estret entre l'illa i el continent. De la badia original al nord només queda obert un petit grau al sud, el Saco dos Tigres.